# Władysław Rajnold Korotyński

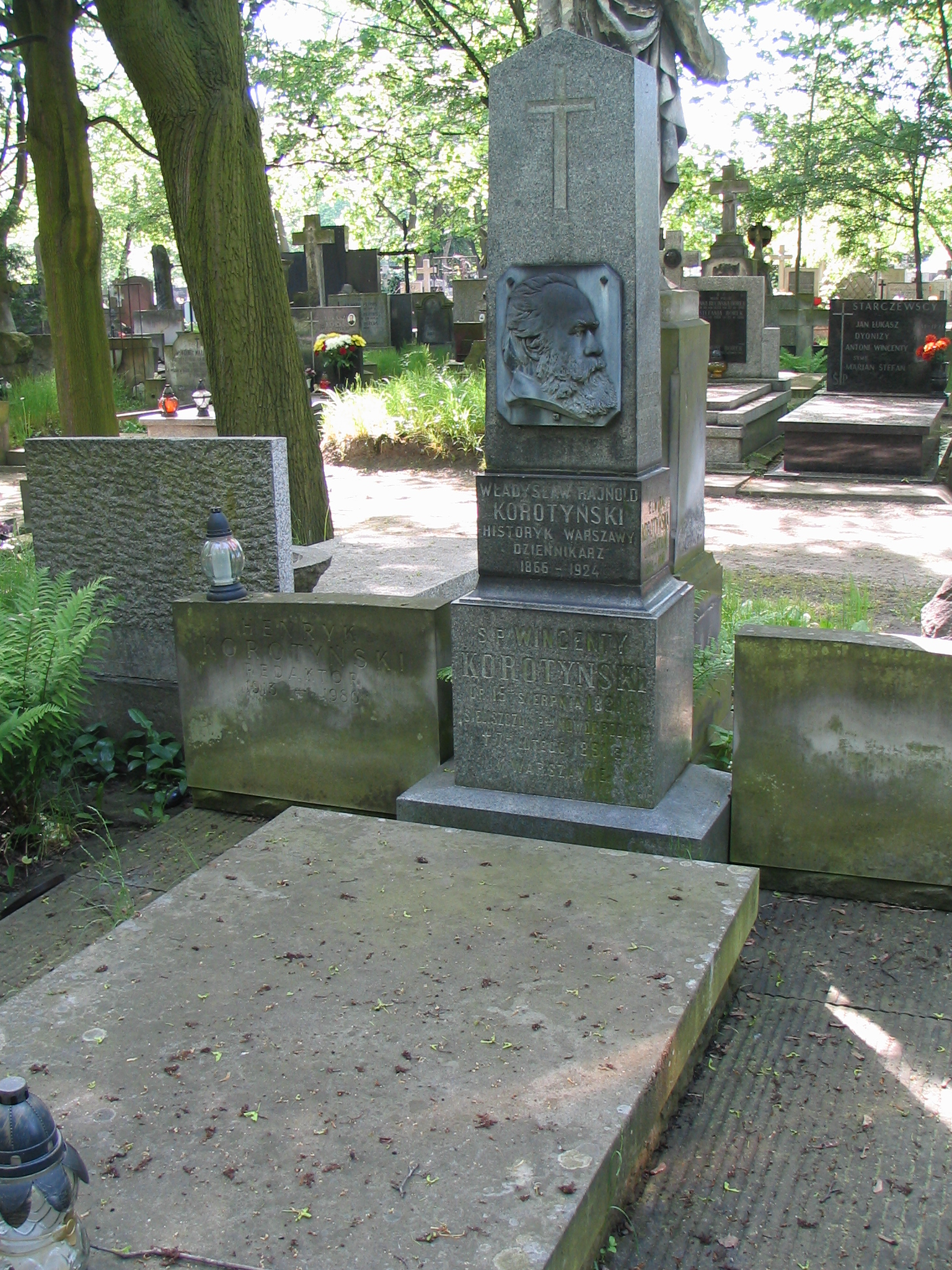
Nagrobek Władysława Korotyńskiego na cmentarzu Powązkowskim. W tym grobie spoczywają także Wincenty Korotyński, Henryk Korotyński, Bruno Wincenty Korotyński, Elwira Korotyńska i troje innych członków rodziny.

Władysław Rajnold Korotyński (ur. w 1866 w Wilnie, zm. 16 czerwca 1924 w Warszawie) – polski literat i dziennikarz. 
Syn Wincentego, brat Ludwika Stanisława i Brunona Wincentego.
Pracował w "Gazecie Warszawskiej" od 1884 do 1892, następnie w "Tygodniku Ilustrowanym", "Kurierze Codziennym" i innych czasopismach, a od lipca 1899 był redaktorem "Kurjera Warszawskiego".
Osobno wydał: Stylistyka języka polskiego (Warszawa, 1899); Syrokomla o sobie (tamże, 1895) i życiorysy znakomitych Polaków XII-XVI w. pt. Panteon polski wiedzy i sztuki (tamże, 1898). Oczyścił z przeróbek T. Sierocińskiego i przedmową poprzedził nowe wydanie "Pamiątki po dobrym ojcu" Michała Wiśniewskiego (Warszawa, 1897). W "Słowniku geograficznym" opisał gmachy warszawskie i sporządził wykaz źródeł do dziejów Warszawy (1893), a w encyklopedii Orgelbranda napisał historię sztuki drukarskiej. Ogłosił następujące przyczynki do życia i dzieł Adama Mickiewicza: Trzy pieśni ("Tygodnik Powszechny", 1885); Ziarnka ("Tygodnik Powszechny", 1885, i "Tygodnik Ilustrowany", 1895); Wschód i Północ ("Gazeta Warszawska", 1890); Listy A. E. Odyńca do Joachima Lelewela ("Tygodnik Ilustrowany", 1891); Powieść z czasu mojego ("Kraj", 1895) i Wspomnienie (tamże, 1896).
Podawał ponadto do druku pomniejsze materiały historyczno-literackie, jak Karpiński-nauczyciel ("Tygodnik Ilustrowany", 1892); Kaczkowski o sobie ("Wędrowiec", 1896), napisał szereg obrazków staropolskich - Z raptularza ("Kurjer Warszawski" 1897–1899.
Używał pseudonimów: Władysław Rajnold i Tadzisław Borzywojowicz.
Żoną Władysława Korotyńskiego była powieściopisarka Wanda Korotyńska, z pierwszego małżeństwa Grot-Bęczkowska.
Został pochowany w grobie rodzinnym na cmentarzu Stare Powązki w Warszawie (kw. 62, rząd 5, grób 14/15).